# Susan Kelechi Watson
Pour les articles homonymes, voir Watson.
Susan Kelechi Watson, née le 11 novembre 1981 à Brooklyn, quartier de New York, est une actrice américaine.
Elle se fait connaître en 2010 pour sa prestation dans la série Louie ainsi que pour son interprétation de Beth Pearson dans la série NBC This Is Us (2016-2022).

## Filmographie

### Télévision
| Année      | Titre                       | Rôle                           | Notes             |
| ---------- | --------------------------- | ------------------------------ | ----------------- |
| 2004       | Le Justicier de l'ombre     | Paula                          | 1 épisode         |
| 2004       | The Jury                    | Andrea Davis                   | 1 épisode         |
| 2004       | New York, police judiciaire | Tanya Ware                     | 1 épisode         |
| 2004–2005  | New York 911                | Emma St. Claire                | 12 épisodes       |
| 2005       | New York, cour de justice   | Jill Tolbert                   | 1 épisode         |
| 2007       | Medium                      | Subordinate                    | 1 épisode         |
| 2007       | Kidnapped                   | Elle King                      | 3 épisodes        |
| 2007       | Private Practice            | Beth O'Brien                   | 1 épisode         |
| 2007       | Alibi                       | Genevieve Egan                 | téléfilm          |
| 2007–2008  | NCIS : Enquêtes spéciales   | Analyste du NCIS Nikki Jardine | 3 épisodes        |
| 2008       | Numb3rs                     | Nina Hunter                    | 1 épisode         |
| 2009       | New York, police judiciaire | Thea Curry                     | 1 épisode         |
| 2010       | Futerstates                 | Tia                            | 1 épisode         |
| 2011       | Eden                        | Détective Monica Lopez         | 1 épisode         |
| 2011       | The Good Wife               | Lauryn Fisher                  | 1 épisode         |
| 2013       | Golden Boy                  | April McGee                    | 1 épisode         |
| 2014       | And, We're Out of Time      | Diana                          | téléfilm          |
| 2012–2014  | Louie                       | Janet                          | 12 épisodes       |
| 2014       | Royal Pains                 | Naomi                          | 1 épisode         |
| 2013, 2016 | The Blacklist               | Ellie                          | 4 épisodes        |
| 2014       | Blue Bloods                 | Detective                      | 1 épisode         |
| 2014       | The Following               | Cindy                          | 3 épisodes        |
| 2015       | Veep                        | l'amie de Sue                  | 1 épisode         |
| 2015       | Happyish                    | Sandy                          | 1 épisode         |
| 2016       | Billions                    | Wilma 'Billie' Keen            | 1 épisode         |
| 2016       | Limitless                   | Elo                            | 1 épisode         |
| 2016-2022  | This Is Us                  | Beth Pearson                   | Casting principal |
| 2016       | Divorce                     | Victoria Tuckson               | 1 épisode         |

### Cinéma
- 2019 : L'Extraordinaire Mr. Rogers (A Beautiful Day in the Neighborhood) de Marielle Heller : Andrea Vogel